# Mussaenda hirsutula
Mussaenda hirsutula är en måreväxtart som beskrevs av Friedrich Anton Wilhelm Miquel. Mussaenda hirsutula ingår i släktet Mussaenda och familjen måreväxter. Inga underarter finns listade i Catalogue of Life.